# Hercules (Fernsehserie)
Hercules ist eine US-amerikanische Fernsehserie, die 1995 bis 1999 von Renaissance Pictures für MCA/Universal in Neuseeland produziert wurde. Sie basiert lose auf den Legenden um den altgriechischen Göttersohn und Volkshelden Herakles (griechisch; lateinisch: Hercules). Um die Akzeptanz beim Publikum zu testen, gingen der Serie im Jahre 1994 im Rahmen der Action-Pack-Reihe fünf Fernsehfilme mit demselben Thema und denselben Hauptfiguren voran. 2004 erschien die erste Staffel in Deutsch auf DVD. Nach vier Jahren erschien die zweite Staffel am 13. November 2008, die weiteren Staffeln folgten. Im Juli 2010 erschien die finale Staffelbox.

## Inhalt
In einer Fantasy-Version des alten Griechenlands durchleben Hercules, der Sohn des Göttervaters Zeus, und sein bester Freund Iolaus zahlreiche Abenteuer. Häufig stoßen sie auf Ungerechtigkeiten und Konflikte, die es zu lösen gilt, wobei Hercules neben seinen übermenschlichen Körperkräften auch auf seine Geduld und Klugheit setzt. Immer wieder werden sie jedoch auch von Hercules’ eifersüchtiger Stiefmutter Hera heimgesucht, die all ihren Zorn über die Untreue ihres Gatten gegen dessen Sohn entlädt. Später wird der Kriegsgott und Halbbruder Ares zum Hauptgegner.
Im Laufe der Serie trifft Hercules auch auf Xena, die Kriegerprinzessin, die mit ihren Truppen raubend und mordend durch die antike Welt zieht. Er bekehrt sie und sie wird zu seiner Geliebten, aber am Ende trennen sich ihre Wege. Xenas weitere Abenteuer werden in dem erfolgreichen Ableger gleichen Namens beschrieben.
Wiederkehrende Figuren
- Hercules (Kevin Sorbo)
- Iolaos (Michael Hurst)
- Zeus (Anthony Quinn, Peter Vere-Jones, Charles Keating)
- Ares (Kevin Smith)
- Hera (Computeranimation, später durch Meg Foster verkörpert)
- Aphrodite (Alexandra Tydings)
- Discordia (Meighan Desmond)
- Strifus (Joel Tobeck)
- Alkmene (Liddy Holloway)
- Deianira (Tawny Kitaen)
- Jason (Jeffrey Thomas)
- Nemesis (Karen Witter)
- Nebula (Gina Torres), Halbschwester von Gilgamesch
- Salmoneus (Robert Trebor)
- Autolycus (Bruce Campbell)
- Morrigan (Tamara Gorski)
- Falafel (Paul Norell)
- Xena (Lucy Lawless) (1995)

## Hintergrund
- Die Serie nahm sich trotz vieler ernsthafter Themen selbst nie ganz ernst. Zwar war der Triumph des Guten über das Böse immer Grundkonzept der Handlung, dennoch ging der Stil der Inszenierung stets in Richtung Comedy und Trash. Dies begann bei den alles andere als zeitgenössischen Kostümen, die teilweise eher der SM-Szene entlehnt wirkten, über das Overacting der Schauspieler bis hin zu den immer wieder eingestreuten, anachronistischen Einfällen (z. B. Hercules mit E-Gitarre und Iolaus als Bruce Lee).
- Im Gegensatz zu fast allen olympischen Göttern wird Göttermutter Hera fast in der gesamten Serie nie durch eine Schauspielerin verkörpert; sie tritt meist als ein Paar stechend dreinblickender Augen auf, die in den Wolken schweben oder jemandem aus dem Wasser einer Quelle entgegen schauen. Die Macher der Serie arbeiteten hierfür mit immer neuen Computeranimationen auf der Basis vom Blauen Pfau, ihrem Symboltier. Erst in der vierten Staffel bekam Hera ein Gesicht und wurde durch die amerikanische Schauspielerin Meg Foster verkörpert.
- Einige spätere Kinoschauspieler hatten in Hercules frühe Gastauftritte, darunter Karl Urban und Marton Csokas, sowie Ex-Pornostar Traci Lords.
- Hercules-Darsteller Kevin Sorbo lernte am Set seine jetzige Ehefrau Sam Jenkins kennen.
- Wie Hera war auch der Kriegsgott Ares am Anfang der Serie eine Computeranimation und wurde als schauriger Totenkopf dargestellt, der im Mond zu sehen war oder aus einem Teich aus Blut zu seinen Dienern sprach. Seine Andachtstätten ähneln Teufelsstätten mit Stier-Elementen.
- Mit dem Darsteller des wiederkehrenden Charakters Autolycus, Bruce Campbell, hatte Produzent Sam Raimi bereits die Evil-Dead-Trilogie gedreht. Campbell taucht immer wieder in Raimi-Produktionen (z. B. die Spider-Man-Filme) auf. In einer Folge wurde sogar die aus Armee der Finsternis bekannte „Little goody two Shoes“-Szene parodiert, in der Ash gegen seinen bösen Doppelgänger kämpft. Bei Hercules kämpft Autolycus gegen seinen Zwillingsbruder. Alle Rollen wurden dabei von Bruce Campbell gespielt.
- In Sorbos' späterer Serie Andromeda finden sich mehrere Anspielungen auf Hercules. So hat etwa Captain Hunt die Perücke und das Schwert von Hercules in seinem Quartier.

## Vergleich mit dem Mythos
Die Handlung spielt zwar in Griechenland, der Held trägt jedoch den römischen Namen Hercules (bzw. Herkules) und nicht den griechischen Namen Herakles. Auch bei anderen Figuren, die dem griechisch-römischen Pantheon entnommen sind, wird teils der lateinische, teils der griechische Name verwendet. So entspricht der römischen Discordia in der griechischen Mythologie die Göttin Eris, der römischen Fortuna steht die griechische Tychē gegenüber, dennoch treten in der Serie Discordia und Fortuna auf. Auch die Namen Autolycus, Sisyphus etc. sind die latinisierten Formen von Autolykos bzw. Sisyphos, wie überhaupt zahlreiche Namen lateinischer Form vorkommen (etwa Celesta, Voluptua, Atticus). Allerdings ist es im englischen Sprachraum allgemein üblich, altgriechische Namen in latinisierter Form wiederzugeben – vergleichbar der Tatsache, dass auch im Deutschen bei der „schönen Helena“ die lateinische Form benutzt wird und nicht die altgriechische Namensform Helénē. (Darüber hinaus relativiert sich diese scheinbare Inkonsequenz durch das Vorkommen gänzlich nichtantiker Namen wie Derk, Obie oder Goth.)
Die Serie beschreibt Hercules als einen intelligenten, feinsinnigen Mann, der es meist vorzieht, ein Problem friedlich und mit Schläue zu lösen. Dies entspricht nur bedingt dem Herakles der griechischen Sage. Auch wendet sich Hercules im Laufe der Serie mehrmals gegen die Sitte des Opferns, da die Götter seiner Meinung nach „nur an sich selbst denken“. Die in der Serie gleichsam zum Leitmotiv gewordene Hilfsbereitschaft des Helden kann sich jedoch teilweise durch die antiken Erzählungen rechtfertigen lassen. Auch der gutmütige Charakter des Serienhelden bildet sich in den Mythen ab (z. B. Ovid, Met. IX). Wie in der antiken Mythologie, so ist es auch hier zumeist Hera, die, direkt oder indirekt, einen kämpfenden Hercules heraufbeschwört, während der antike Herakles selbst sein Leben lang nach Ruhe strebte und sein beschauliches Familienleben nur durch Heras Wirken zerstört wurde.
Die verwendeten Stoffe und Figuren sind nur teilweise der griechisch-römischen Mythologie entnommen und treten manchmal durcheinandergewürfelt auf. So ist etwa Kassandra zwar auch in der Serie eine Seherin, deren Prophezeiungen kein Glaube geschenkt wird, doch lebt sie hier auf Atlantis, und nicht wie die mythologische Figur in Troja. Deïaneira war auch im Mythos die Gemahlin des Herakles, doch wurde sie nicht wie in der Serie direkt von Hera getötet, sondern brachte sich selbst um. Herakles tötete im Wahn, welcher durch Heras Drogen verursacht wurde, seine erste Ehefrau Megara. Dieses Geschehen wird in die Serie wiederum durch die – mythologisch nicht belegte – Geschichte mit Serena integriert, die Hercules ebenfalls im Wahn tötete. Im Übrigen geht aus der Serie nicht hervor, dass Deïaneira die Tochter des Oineus ist. Auch der berühmte Apfel der Zwietracht gelangt über einen neu erfundenen Weg in die Serie. Während im Mythos Eris den „für die schönste“ bestimmten Apfel ins Spiel bringt, um Zwietracht unter den Göttinnen zu schüren, ist es in der Serie Aphrodite, die Iolaus den Apfel gibt, um von ihm zur schönsten Göttin gewählt zu werden. Typhon ist in der griechischen Mythologie ein schreckliches Ungeheuer und kein tollpatschiger und gutmütiger Riese wie in der Serie.
Vollkommen von der griechischen Mythologie gelöst sind freilich die Abenteuer in Irland oder die Begegnung mit Caesar oder mit Vampiren. Einen Anachronismus bildet wohl auch der Verweis des Iolaus, sein Vater habe im Punischen Krieg gekämpft, zudem kann diese Information chronologisch nicht mit Caesars Invasion in Britannien verträglich gemacht werden. Genauso sind die aus dem christlichen Kontext übernommenen Motive der apokalyptischen Reiter bzw. des Weihnachtsgeschehens moderne künstlerische Synkretismen und nicht mit dem griechisch-römischen Mythos vereinbar.
Auch auf die für Herakles typischen Insignien wie das Fell des Kithäronischen und Nemëischen Löwen sowie die legendäre Keule wurde verzichtet. Des Weiteren bleibt in der Serie unerwähnt, dass Iolaus der Mythologie zufolge eigentlich der Neffe von Herakles war.